# CSOA Форте Пренестино
CSOA Форте Пренестино (итал. CSOA Forte Prenestino; полное название — Centro Sociale Occupato Autogestito Forte Prenestino; в переводе с итал. — «захваченный общественный самоуправляемый центр Форте Пренестино») — крупный самоуправляемый общественный центр, расположенный в сквотированном форте в Ченточелле, Рим. Он был заселён 1 мая 1986 года. Форте Пренестино является центром проведения культурных и политических мероприятий.

## История форта
Форте Пренестино было построено между 1880 и 1884 годами. Это был один из пятнадцати римских фортов, построенных в то время и ни разу не использовавшихся в бою. К 1950-м годам он был заброшен, а с 1977 года муниципалитет Рима использовал его как свалку.

## Сквот
CSOA Форте Пренестино была оккупирована 1 мая 1986 года во время «Фестиваля без работы». CSOA (c итал. Centro Sociale Occupato Autogestito) означает «захваченный общественный самоуправляемый центр». Сквоттеры очистили территорию и убрали весь мусор, который был там свален.

## Деятельность
Размер центра позволяет принимать множество людей и проводить крупные мероприятия. В 1996 году Стив Райт писал: «Форте Пренестино играет важную роль в местном сообществе. Здесь проводятся регулярные вечера кино, курсы по дизайну и скульптуре, а также есть центр документации. За пределами Рима Форте наиболее известен своим музыкальным лейблом, на котором представлены местные рэп- и регги-группы. Он также выпускает журнал Nessuna Dipendenza, в котором документируется деятельность Форте, а также участвует в политических дискуссиях и дебатах».
Рэп-группа Assalti Frontali построила в Форте Пренестино студию звукозаписи в 1990-х годах. В центре выступали многие всемирно известные группы, например Autechre, Fugazi (5 раз) и Test Department.
Также в Форте Пренестино есть «антифашистский спортзал». Другие точки притяжения форта включают в себя инфошоп, мастерскую велосипедов, детскую игровую площадку, сад с гидом по его флоре и травяной магазин. Организации, использующие различные помещения форта, включают в себя кинотеатр, бар, театр, постоянную выставочную площадку, студию татуировки и пирсинга, чайную и фермерский рынок органических продуктов.